# Kódži Kondó
Kódži Kondó (28. duben 1972 – 17. duben 2003) byl japonský fotbalista.

## Klubová kariéra
Hrával za Gamba Osaka.

## Reprezentační kariéra
Kódži Kondó odehrál za japonský národní tým v roce 1994 celkem 2 reprezentační utkání.

## Statistiky
| Japonsko | Japonsko | Japonsko |
| Roky     | Záp.     | Góly     |
| -------- | -------- | -------- |
| 1994     | 2        | 0        |
| Celkem   | 2        | 0        |